# Chagford
Chagford est une ville touristique de 1 471 habitants environ située dans le district du Devon, dans le sud de l'Angleterre.

## Personnalités en lien avec Chagford
- John Endecott (?-1664), gouverneur de la Colonie de la baie du Massachusetts, y est né
- Jessie Pope (1868-1941), poète anglaise, y est morte

## Jumelage
- Bretteville-sur-Laize (France) depuis 1975